# Zelencsukszkajai járás

A Zelencsukszkajai járás Karacsáj- és Cserkeszföldön

A Zelencsukszkajai járás (oroszul Зеленчукский район, karacsáj nyelven Зеленчук район) Oroszország egyik járása Karacsáj- és Cserkeszföldön. Székhelye Zelencsukszkaja.

## Népesség
- 1989-ben 52 692 lakosa volt.
- 2002-ben 53 414 lakosa volt, melyből 34 585 orosz (64,7%), 16 452 karacsáj (30,9%), 438 ukrán, 371 görög, 162 cserkesz, 114 oszét, 57 nogaj, 53 abaz.
- 2010-ben 51 780 lakosa volt, melyből 31 988 orosz (62,3%), 17 026 karacsáj (33,1%), 151 cserkesz, 54 abaz, 50 nogaj.